# دوغلاس روبنسون (لاعب كريكت)
دوغلاس روبنسون (12 أغسطس 1864 في المملكة المتحدة - 19 يناير 1937 بلندن في الإمبراطورية الرومانية)  (بالإنجليزية: Douglas Robinson)‏ هو رسام ولاعب كريكت فرنسي وبريطاني. شارك في الألعاب الأولمبية الصيفية 1900. ولعب مع Standard Athletic Club ‏.

## وصلات خارجية
- دوغلاس روبنسون على موقع اللجنة الأولمبية الدولية (الإنجليزية)
- دوغلاس روبنسون على موقع أوليمبيديا (الإنجليزية)
- دوغلاس روبنسون على موقع اللجنة الأولمبية البريطانية (الإنجليزية)